# Mikko Lehtonen (ur. 1987)
Mikko Lehtonen (ur. 1 kwietnia 1987 w Espoo) – fiński hokeista, reprezentant Finlandii.

## Kariera
- Blues U16 (2001–2003)
- Blues U18 (2003–2005)
- Blues U20 (2004–2006)
- Blues (2005–2008)
  -  Suomi U20 (2006)
- Providence Bruins (2008–2010)
- Boston Bruins (2008–2010)
- Skellefteå AIK (2010–2011)
- Siewierstal Czerepowiec (2011–2013)
- ZSC Lions (2013)
- SC Bern (2013–2014)
- HC Lugano (od 2014)
- Skellefteå AIK (2014)
- Örebro (2015–2016)
- Djurgårdens IF (2016)
- Kärpät (2016–2017)
- HPK (2017–2018)
- KHL Medveščak Zagrzeb (2018–2019)
- Fehérvár AV19 (2019–2020)
- Dragons de Rouen (2020)
- Kiekko-Espoo (2021–2022)
- ESV Kaufbeuren (2022)

Wychowanek klubu EJK w rodzinnym Espoo. W drafcie NHL został wybrany przez Boston Bruins, jednak wystąpił w jego drużynie jedynie w dwóch meczach, zaś w latach 2008–2010 występował w podrzędnej drużynie stowarzyszonej, Providence Bruins. Od maja 2011 roku zawodnik Siewierstali Czerepowiec, występującego w rozgrywkach KHL. Od 1 lutego 2013 zawodnik Kloten Flyers. Od czerwca 2013 zawodnik SC Bern. Od lutego 2014 zawodnik HC Lugano. Od maja 2014 ponownie zawodnik Skellefteå. Od stycznia 2015 zawodnik Örebro HK. Od stycznia do kwietnia 2016 wypożyczony do Djurgårdens IF. Od maja 2016 do kwietnia 2017 zawodnik Kärpät. W kwietniu 2017 został graczem HPK, skąd w styczniu 2018 przeszedł do chorwackiego KHL Medveščak Zagrzeb, gdzie w czerwcu tego roku przedłużył kontrakt o rok. W kwietniu 2019 został hokeistą węgierskiego klubu Fehérvár AV19. W styczniu 2020 przeszedł do francuskiego Dragons de Rouen. W sezonie 2020/2021 nie grał, a we wrześniu 2021 został zawodnikiem Kiekko-Espoo. W styczniu 2022 przeszedł do niemieckiego ESV Kaufbeuren, skąd odszedł w marcu 2022.

## Sukcesy
Reprezentacyjne
- Brązowy medal mistrzostw świata juniorów do lat 20: 2006

Klubowe
- Srebrny medal mistrzostw Finlandii: 2008 z Blues
- Srebrny medal mistrzostw Szwecji: 2011 ze Skellefteå

Indywidualne
- Mistrzostwa Świata Juniorów w Hokeju na Lodzie 2007:
  - Pierwsze miejsce w klasyfikacji kanadyjskiej turnieju: 10 punktów (ex aequo z Erikiem Johnsonem)
- Mecz Gwiazd AHL: 2010
- Elitserien 2010/2011:
  - Trofeum Håkana Looba - pierwsze miejsce w klasyfikacji strzelców w sezonie zasadniczym: 30 goli
  - Pierwsze miejsce w klasyfikacji kanadyjskiej w sezonie zasadniczym wśród obcokrajowców: 58 punktów